# Harrison (Nebraska)
Harrison je selo u američkoj saveznoj državi Nebraska. Prema popisu stanovništva iz 2010. u njemu je živjelo 251 stanovnika.